# Gran Premio Città di Camaiore 1989
Il Gran Premio Città di Camaiore 1989, quarantesima edizione della corsa, si svolse il 15 luglio 1989 su un percorso di 233 km, con partenza e arrivo a Camaiore. La vittoria fu appannaggio dell'italiano Franco Ballerini, che completò il percorso in 5h33'00", alla media di 41,982 km/h, precedendo i connazionali Maurizio Fondriest e Rodolfo Massi.

## Ordine d'arrivo (Top 10)
| Pos. | Corridore          | Squadra                          | Tempo    |
| ---- | ------------------ | -------------------------------- | -------- |
| 1    | Franco Ballerini   | Malvor-Sidi                      | 5h33'00" |
| 2    | Maurizio Fondriest | Del Tongo                        | s.t.     |
| 3    | Rodolfo Massi      | Atala-Ofmega                     | s.t.     |
| 4    | Dmitrij Konyšev    | Alfa Lum                         | s.t.     |
| 5    | Andrea Michelucci  | Polli-Mobiexport-Fanini          | s.t.     |
| 6    | Pierino Gavazzi    | Polli-Mobiexport-Fanini          | a 0'20"  |
| 7    | Stefano Colagè     | Titanbonifica-Viscontea-Sidermec | s.t.     |
| 8    | Pëtr Ugrjumov      | Alfa Lum                         | s.t.     |
| 9    | Marco Giovannetti  | Seur                             | s.t.     |
| 10   | Claudio Corti      | Chateau d'Ax                     | s.t.     |